# Acomys
Acomys (голчаста миша) — рід мишей родини Мишові (Muridae).

## Опис
Довжина тіла 7-13 см, хвоста 6-13 см. Мають великі очі та великі круглі вуха. Спина вкрита справжніми голками, майже такими, як у їжака. Колір — блідо-жовтий, рудувато-коричневий або темно-сірий. Нижня сторона тіла вкрита м'якими білими волосками. Дорослі самці мають довше хутро на шиї, що утворює гриву. Голчасті миші всеїдні: живляться насінням, рослинами, комахами та слимаками.
Проживають в норах, які викопують самостійно, але можуть використовувати й нори інших гризунів. Активні переважно зранку та пізно ввечері. Живуть групами.

## Поширення
Населяють Передню Азію, острови Кіпр та Крит, більшу частину Африки.

## Систематика

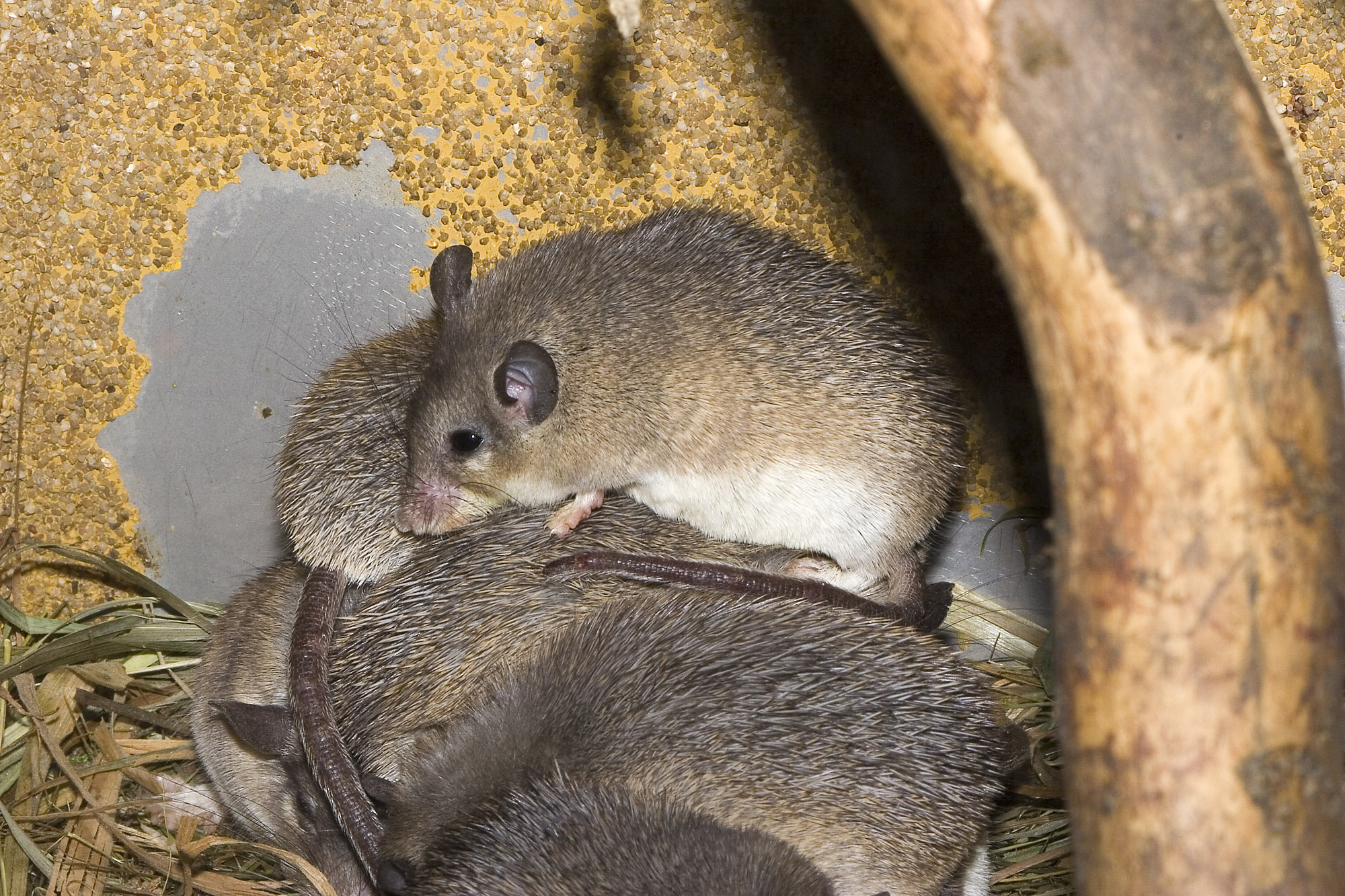
Acomys cilicicus

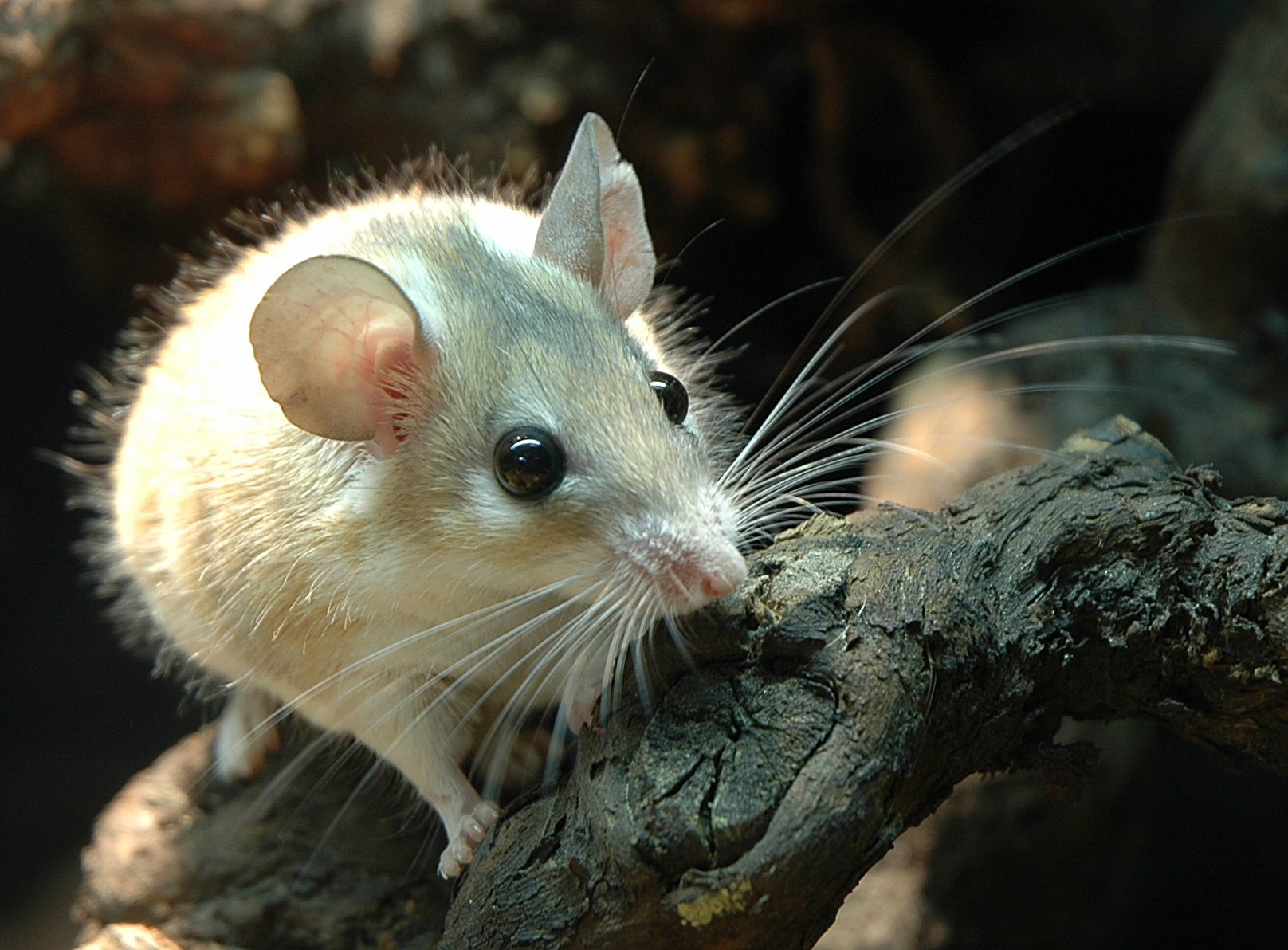
Acomys dimidiatus

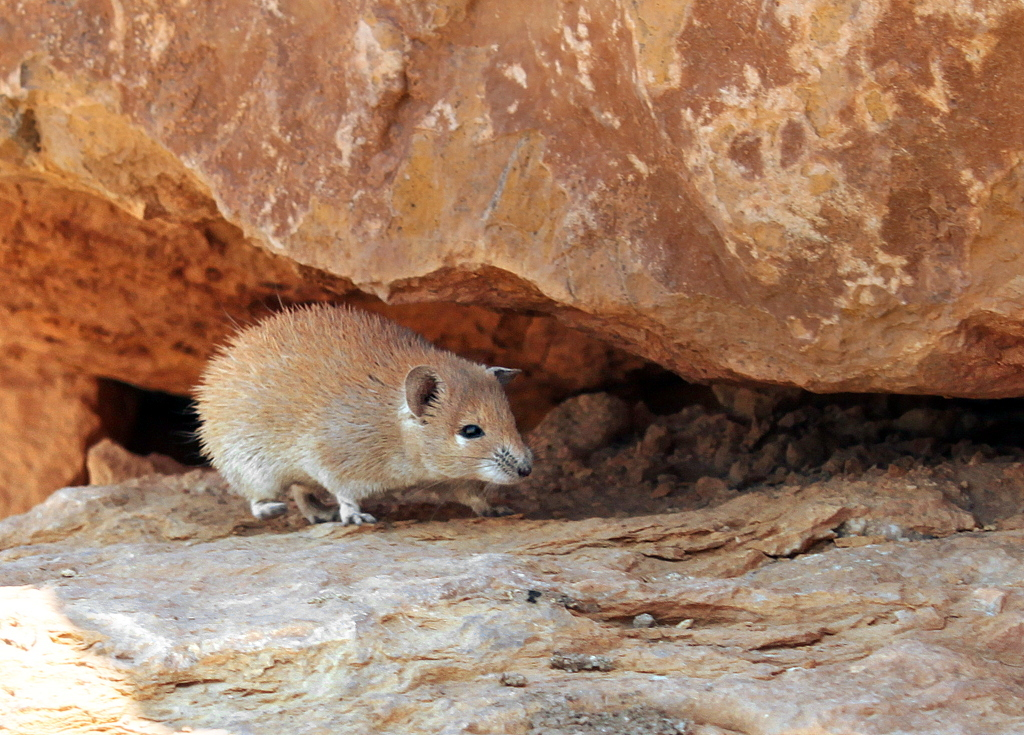
Acomys russatus

Рід складається з 3 підродів, які включають в себе 19 видів: Підрід Acomys
- Acomys airensis
- Acomys cahirinus
- Acomys chudeaui
- Acomys cilicicus
- Acomys cineraceus
- Acomys dimidiatus
- Acomys ignitus
- Acomys johannis
- Acomys kempi
- Acomys minous
- Acomys mullah
- Acomys nesiotes
- Acomys percivali
- Acomys russatus
- Acomys seurati
- Acomys spinosissimus
- Acomys wilsoni

Підрід Peracomys
- Acomys louisae

Підрід Subacomys
- Acomys subspinosus

## Значення
Акомісів часто утримують в живих колекціях та як домашніх тварин, в основному Acomys cahirinus.